# Richard de Clare, Lord of Thomond
 Richard de Clare, Lord of Thomond (* zwischen 1282 und 1287; † 10. Mai 1318 bei Dysert O’Dea) war ein anglo-irischer Adliger.

## Herkunft
Richard de Clare entstammte der anglonormannischen Familie Clare. Er war der zweite Sohn von Thomas de Clare und von dessen Frau Juliana FitzMaurice. Sein Vater war ein jüngerer Sohn von Richard de Clare, 5. Earl of Gloucester und hatte ab 1276 Thomond in Irland erobert. Neben seinen beiden Söhnen aus seiner Ehe hatte er noch einen unehelichen Sohn, der ebenfalls Richard hieß. Dieser wurde jedoch im Gegensatz zu seinem Halbbruder Geistlicher und Master Richard genannt.

## Lord of Thomond
Richard de Clares Vater starb 1287. Sein Erbe wurde zunächst Richards älterer Bruder Gilbert de Clare, doch nachdem dieser 1307 ohne Nachkommen gestorben war, erbte Richard die Herrschaft Thomond sowie die englischen Güter der Familie. Sein Bruder war ein enger Vertrauter des englischen Thronfolgers Eduard gewesen und hatte sich häufig an dessen Hof aufgehalten, so dass er seine irischen Besitzungen vernachlässigt hatte. 1308 kam es in Thomond zu einem Aufstand der irischen Bevölkerung, den Richard jedoch niederschlagen konnte. Vermutlich arrangierte er im selben Jahr die Doppelhochzeit von seinem Cousin Gilbert de Clare, 7. Earl of Gloucester mit Maud de Burgh, eine Tochter des anglo-irischen Adligen Richard Og de Burgh, 2. Earl of Ulster, und von seiner Cousine Elizabeth, einer Schwester von Gilbert, mit Mauds Bruder John de Burgh.
1309 wurde Richard als Baron de Clare in das englische Parlament berufen. Im selben Jahr sowie von 1312 bis 1316 war er Sheriff von Cork in Irland. Nachdem sein Vetter Gilbert de Clare 1314 gestorben war, wurde er Verwalter von dessen irischen Herrschaft Kilkenny, bis diese 1318 unter den drei Schwestern von Gilbert aufgeteilt wurde. Ab 1315 kämpfte Richard gegen die Invasion von Edward Bruce, dem Bruder des schottischen Königs Robert the Bruce, in Irland. Dabei fiel er in der Schlacht von Dysert O’Dea in Thomond gegen eine irische Koalition unter König Muircheartach O’Brien, der mit Edward Bruce verbündet war. Die Niederlage und der Tod von Richard de Clare führte zum Zusammenbruch der englischen Herrschaft in Thomond.

## Nachkommen und Erbe
Richard war mit einer Joan verheiratet, deren Herkunft ungeklärt ist. Er hinterließ einen Sohn, Thomas, der der letzte männliche Angehörige der Familie Clare war. Thomas starb jedoch bereits 1321 im Alter von drei Jahren, worauf die beiden Schwestern von Richard, Maud und Margaret seine Besitzungen erbten. Die Güter wurden unter ihnen bzw. unter ihren Ehemännern aufgeteilt. Robert de Welles, der Ehemann von Maud, starb schon 1320 kinderlos. Im Despenser War wurde Bartholomew de Badlesmere, der Ehemann von Margaret 1322 hingerichtet. Die Besitzungen von Richard de Clare fielen so an den König, der jedoch die irischen Besitzungen nie unter seine Herrschaft bringen konnte. Thomond wurde von irischen Lords in Besitz genommen und blieb bis zur Wiedereroberung unter König Heinrich VIII. ab 1543 für England verloren.